# Je mène les loups
Je mène les loups ou Su l’pont d’Saint Yan (« Sur le pont de Saint-Yan ») ou Dz’y meune les loups (« J’y mène les loups ») sont les noms donnés à un ensemble de chansons à écouter ou à danser partageant le même thème, une partie du texte ou de la musique, ou ayant des paroles ou une musique proches. La forme la plus commune est celle d’une bourrée à deux temps. En raison de sa transmission orale, il est impossible de définir une version originale. Les plus anciennes versions ont été collectées dans le Berry à la fin du XIXe siècle et malgré les apports successifs elle peut être considérée comme une chanson qui appartient à la tradition berrichonne et bourbonnaise.

## Présentation

### Le thème du loup et du meneur de loups

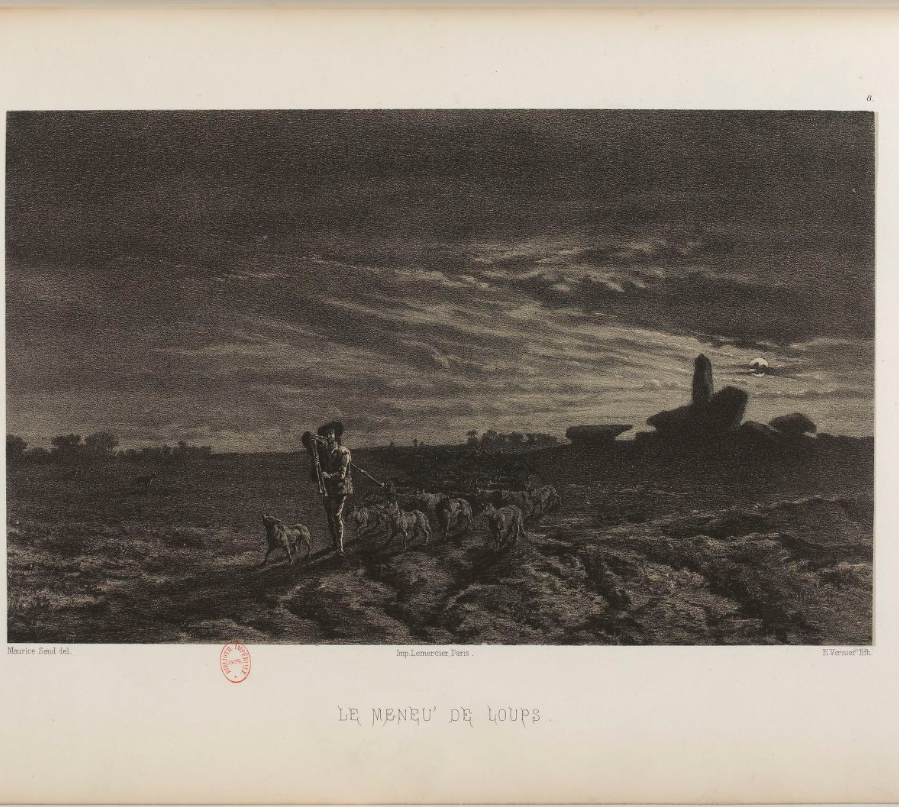
Légendes rustiques, de George Sand, illustrées par Maurice Sand, Paris, Morel, 1858, 8 Le Meneu' de loups.

Le loup est un des animaux les plus emblématiques d'Europe. Dans toutes les régions de France, le loup est un thème récurrent dans le répertoire traditionnel, par exemple dans la Bourrée des dindes, une bourrée ronde collectée dans le Berry au début des années 1950, ou dans J'ai vu le loup, le renard, le lièvre.
Les meneurs de loups ou meneux de loups sont des personnages légendaires liés à plusieurs régions françaises dont le Berry, et réputés pour leur influence surnaturelle sur ces animaux, voire leur don de métamorphose. Ils charment les loups avec de la musique ou des formules magiques, les cachent pendant les battues, les font danser au clair de lune...
George Sand consacre plusieurs textes aux croyances et aux légendes du Berry, où il est question des meneurs de loups : l'essai Les Visions de la nuit dans les campagnes (1851) puis le recueil Légendes rustiques (1858) dont un chapitre s'intitule Le meneu' de loups évoque des croyances du pays de Brenne (notamment des villages de Paunay, Saunay, Rosnay et Villiers) mettant en scène des sorciers capables d'apprivoiser et de conduire les bandes de loups ainsi que des variantes sur la notion de garou. Le chapitre contient une courte histoire sur un meneur de loups dans la forêt de Châteauroux, ainsi que d'autres témoignages et croyances sur les ménétriers du Morvan et les sonneurs de vielle de la vallée Noire. Le chapitre se termine par l'histoire de Julien et de la musette ensorcelée qu'il trouve et qui charme les loups.
Le Berry était également réputé pour être « le pays des sorcières », les sorcières du Berry.

### Le thème de la rivière

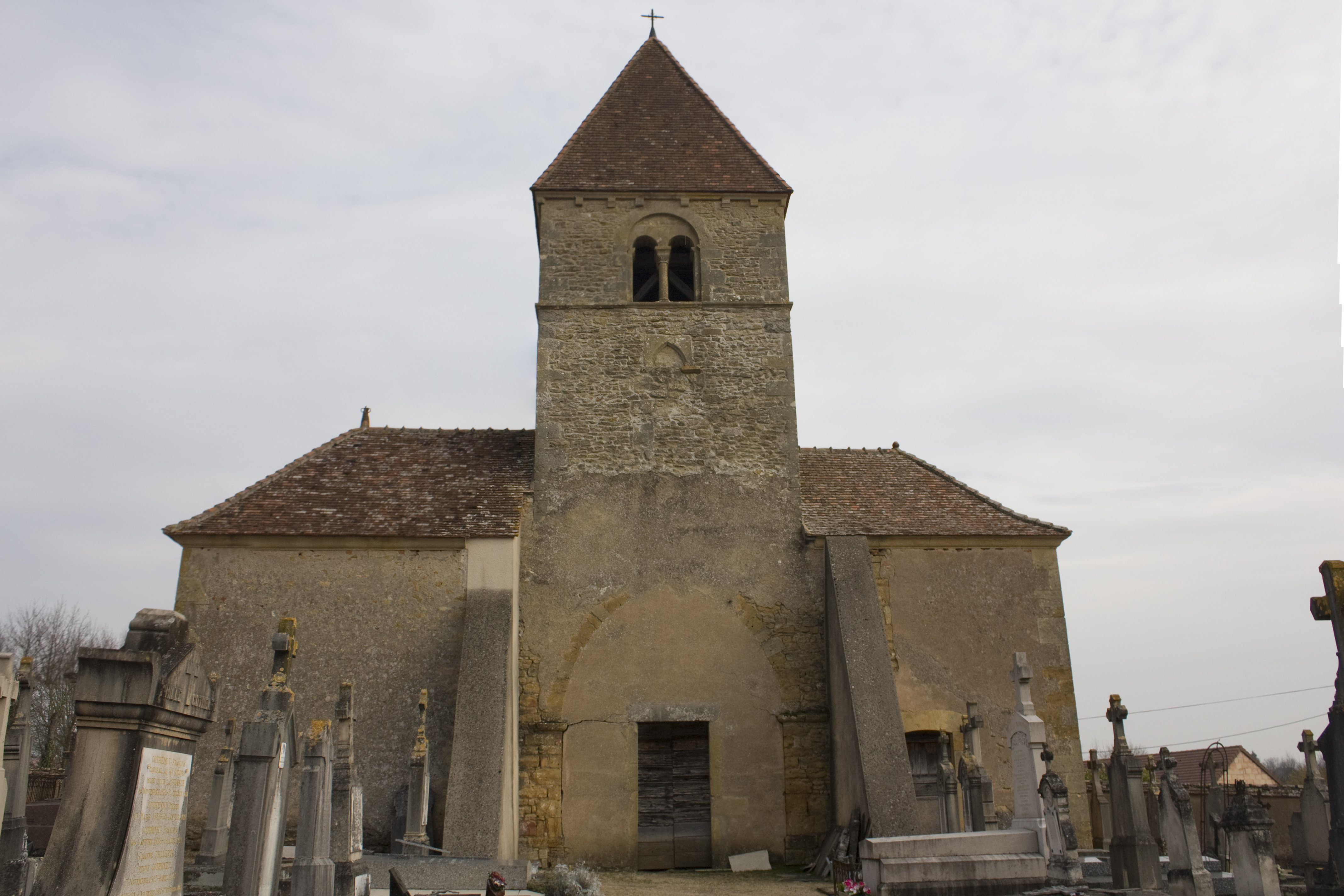
Chapelle Notre-Dame de Saint-Yan.

Le thème de la rivière est omniprésent dans les chansons traditionnelles. Nous pouvons notamment citer En montant la rivière, Entre la Rivière et les bois, ou encore En passant la rivière. Le titre alternatif Su l’pont d’Saint Yan (« Sur le pont de Saint-Yan ») fait référence à la commune française de Saint-Yan située dans le département de Saône-et-Loire dans le Charollais. Saint-Yan est traversée par l'Arconce.

### Le thème de l’amant
Le thème de l'amant est omniprésent dans les chansons traditionnelles. Il apparait pour la première fois dans Je mène les loups dans la version d'Yvon Guilcher.

### Les musiques
Une analyse détaillée de la version d'Yvon Guilcher a été réalisée par Michel Lebreton. Il explique que comme dans d’autres mélodies traditionnelles la mélodie de Je mène les loups est construite sur des échelles de peu de degrés.
S’il existe une continuité concernant le refrain entre les premiers collectages et les versions actuelles un nouveau couplet a en revanche remplacé celui collecté dans la version d’Yvon Guilcher. Nous devons pour cette raison étudier le refrain et le couplet séparément.

#### Refrain
Concernant le rythme il n’y a aucune différence entre les versions à danser collectées et les principales versions successives connues et mentionnées dans cet article.
Concernant la version d'Yvon Guilcher la mélodie est proche de la bourrée L'Orientale composée par Mic Baudimant.

#### Couplet
Il existe deux mélodies différentes pour le couplet, avec plusieurs versions dans chaque cas : les versions issues des collectages d’une part, et les versions issues de la version d’Yvon Guilcher, elle-même proche de la Montagnarde, ou bourrée à trois temps, Les Enfants du pauvre homme.

##### Couplet issu de la version d’Yvon Guilcher
Contrairement aux versions collectées, la version d’Yvon Guilcher fait apparaitre un deuxième mode dans le couplet.

### Les différentes paroles

#### Refrain
Les paroles du refrain ont peu évolué entre les premières versions collectées et les versions chantées aujourd’hui. Le principal changement concerne la dernière portion : « Dz’y les meune pas tous » (Je ne les mène pas tous) dans les versions collectées, et pour ce qui concerne les principales versions chantées aujourd’hui, « Loin de chez nous » dans la version Yvon Guilcher, et « Loin de chez vous » dans la version de Camille.

#### Couplets
La version d’Yvon Guilcher reprend pour le premier couplet des éléments des couplets collectés (loups de différentes couleurs, qui restent ou s’en vont) et ajoute le thème de la rivière. Le thème de l’amant apparait dans le deuxième couplet.

## Collectage
Cet air, qui fut un des plus connus en Charolais et en Brionnais, a été collecté à de nombreuses reprises entre la fin du XIXe siècle et le milieu du XXe siècle. Sont parvenus jusqu’à nous une retranscription écrite pour ce qui concerne le premier collectage effectué vers 1880 ainsi que des enregistrements et retranscriptions écrites pour ce qui concerne les collectages plus récents.
Cet air a été collecté dans les communes suivantes : Saint-Julien-de-Civry, Charolles, Varenne-l'Arconce, et Vigny-lès-Paray, aujourd’hui fusionnée avec la commune de Digoin.

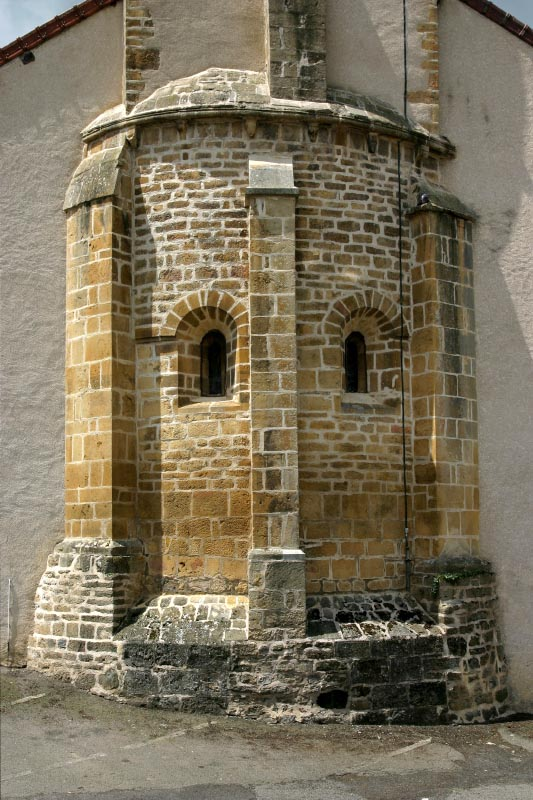
Chevet de l’église de Saint-Julien-de-Civry
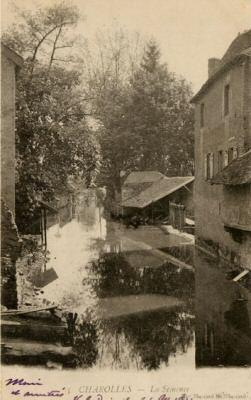
La Semence à Charolles, en 1904.
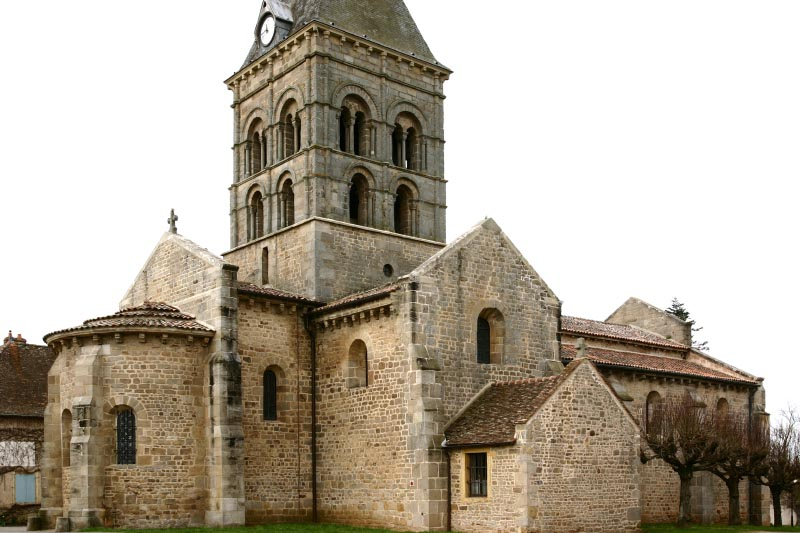
Église de Varenne-l'Arconce

### Documents écrits

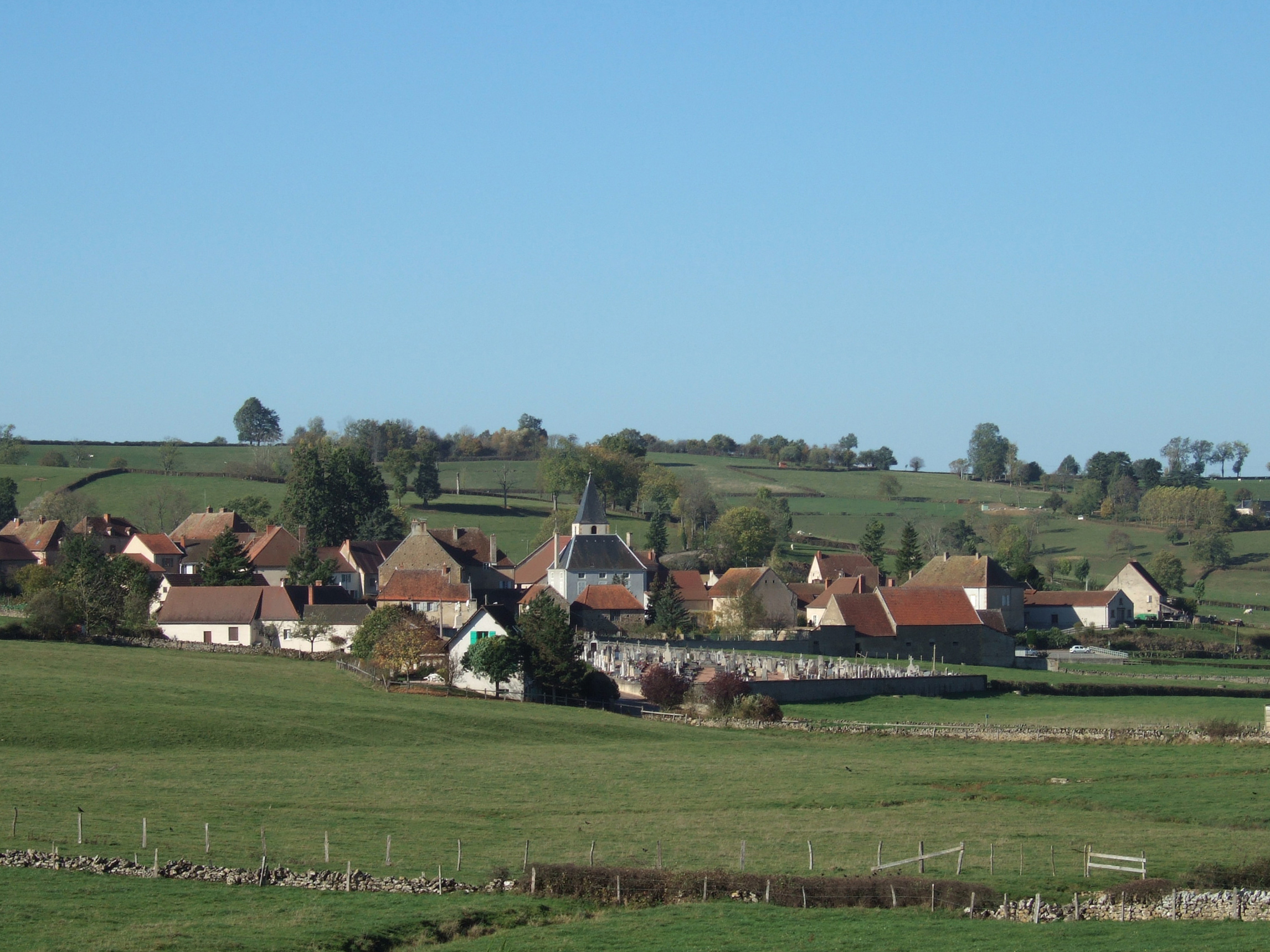
Vue du bourg de Saint-Julien-de-Civry depuis le hameau de Civry.

La plus ancienne version connue a été recueillie vers 1880 à Saint-Julien-de-Civry par Joseph Sandre (1850-1926), instituteur. Sans qu’il soit connu s’il y a un lien avec la bourrée Je mène les loups un évènement tragique survenu en 1706 à Saint-Julien-de-Civry est resté vivant dans la mémoire collective de cette commune : durant l’hiver 1706, un loup atteint de la rage a parcouru la commune et sans doute plusieurs communes voisines. Le 27 février il mordit huit personnes qui moururent peu après. Le mal qu’il causa n’est connu que pour cette commune.

### Documents audios
Les enregistrements les plus anciens ont été effectués dans le cadre de collectages effectués par le GRETT (Groupe de recherche, d'étude et de transmission des traditions du Charolais-Brionnais). Certains peuvent être écoutés sur la plate-forme de distribution audio en ligne SoundCloud.

## Principales versions

### Versions collectées
Les paroles collectées du refrain sont toutes identiques tandis que celles des couplets varient avec les lieux. Furent collectées à la fois des versions à écouter et des versions à danser. Pour ce qui concerne les versions à danser instrumentales d’importantes variations apparaissent du fait les fioritures ajoutées par les ménétriers.
Paroles des Versions issues des collectages
(René Horiot, Recueil des airs du terroir du Charolais, manuscrit, vers 1960).
Les paroles du refrain sont identiques dans tous les lieux où ont été effectués les collectages.
Refrain (Le refrain est répété entièrement)
| | Traduction |
| --- | --- |
| Ah ! (ou oh !) Dz’y meune les loups Dz’y meune les loups Laichi m’don faire Ah ! Dz’y meune les loups Dz’y meune les loups Dz’y les meune pas tous | Ah ! J’y mène les loups, J’y mène les loups, Laissez-moi donc faire. Ah ! J’y mène les loups, J’y mène les loups, Je ne les mène pas tous. |

En dialecte berrichon et en dialecte Bourbonnais -eur est prononcé -eux, et donc meneur, meneux. Dze pour je et tse pour che en dialecte Brionnais-charolais viennent du francoprovençal.

### Version d’Yvon Guilcher
La version d'Yvon Guilcher,, chercheur, docteur en ethnohistoire, professeur agrégé d'allemand, musicien, chanteur, auteur, compositeur, danseur et maître à danser, et ancien membre du groupe Mélusine date du milieu des années 1990.
La mélodie du couplet rappelle ici celle du couplet de la Montagnarde, ou bourrée à trois temps, Les Enfants du pauvre homme, notamment enregistrée par le groupe La Bamboche dans son album Quitte Paris sorti en 1977. Yvon Guilcher décrit ainsi le processus de création : « Je n'avais pas cette montagnarde en tête quand j'ai fait cet air à deux temps, que je croyais inventer de toutes pièces. Ce n'est qu'après coup que j'ai découvert la montagnarde en question, qui révèle effectivement que ma composition avait des comptes à rendre. J'en ai conclu que j'avais dû rencontrer cet air à mon insu, qu'il m'avait influencé et que je ne m'en souvenais plus. (...) Le pastiche combine des légos prélevés sur la culture dont il s'inspire. En amont du pastiche, il y a toute une intertextualité. La combinaison et l'agencement des légos ou leur intégration à autre chose, ça peut déboucher sur une œuvre originale, distincte des œuvres originelles. (…) Pour Je mène les loups, je suis parti des innombrables chansons traditionnelles qui traitaient ce thème (…). Mais les textes et les airs ne me convenaient pas, je les ai donc refaits. » Dans la présentation de l’enregistrement des Musiciens de Saint-Julien François Lazarevitch fait état d’un « traditionnel aménagé ». La version de Guilcher ouvre l’album Bourrées en Berry et Bourbonnais de l’ADP (Atelier de la danse populaire) sorti en 1997 et apparait sur l’album Danses des bergers, danses des loups - Musiques traditionnelles du cœur de la France de l’ensemble Les Musiciens de Saint-Julien sorti en 2005. La partition et le texte ont été publiés en 1999 dans le recueil de chanson à danser L'Arbre à danses. Sur cinq couplets, seuls deux ont été publiés.
Refrain (Le refrain est répété entièrement)

Je mène les loups, mène les loups,

Laissez donc faire.

Je mène les loups, mène les loups,

Loin de chez nous.

Couplet 1

Les blancs s’en vont le long de la rivière,

Les blancs s’en vont, les rouges resteront.

Les blancs s’en vont le long de la rivière,

Les blancs s’en vont, les rouges resteront.

Couplet 2

Je n’irai pas au bord de la rivière,

Je n’irai pas, si mon amant n’y est pas.

Je n’irai pas au bord de la rivière,

Je n’irai pas, si mon amant n’y est pas.
— Version d'Yvon Guilcher, publiée la première fois en 1997 sous la forme d'un CD et d'une cassette, mais notée « titre traditionnel », alors que d'autres airs sont, eux, signés « Y. Guilcher ».
Dans cette première version de référence enregistrée par l’ADP (Atelier de la danse populaire), sortie en 1997 et chantée par Yvon Guilcher et Christian Cuesta, on entend « si mon amant » alors que dans l’enregistrement de l’ensemble Les Musiciens de Saint-Julien sorti en 2005, on entend « si mon ami ».

### Version de Camille

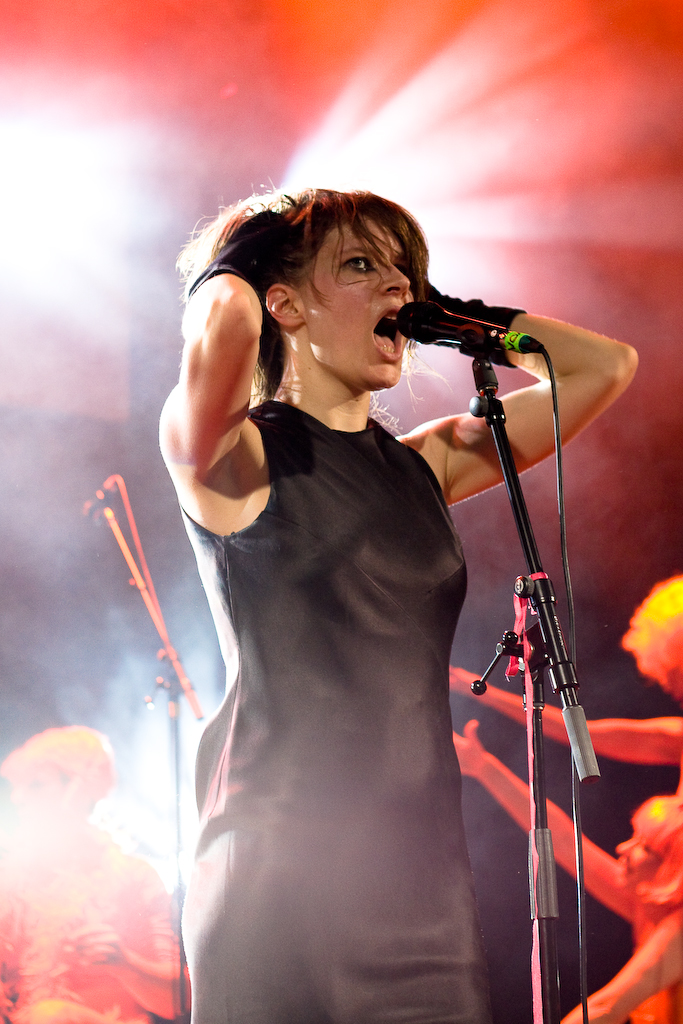
Camille en 2009 à Melbourne lors de la tournée Music Hole.

La chanteuse Camille a interprété une version de cette bourrée qu’elle a intitulée Les Loups sur son album OUÏ sorti en 2017. Cette version est directement reprise ou inspirée de la version d'Yvon Guilcher à laquelle elle a apporté plusieurs modifications.
Pour ce qui concerne le texte « loin de chez vous » remplace « loin de chez nous » à la fin du refrain et les couplets 1 et 2 sont permutés ; pour ce qui concerne la mélodie et le rythme les notes ré do remplacent les notes do si bémol à la fin de la première partie du refrain, mi noire ré croche à la fin de la première partie du couplet deviennent deux croches, et l’anacrouse de la deuxième partie du couplet devient un sol au lieu d’un do.
La principale innovation de cette version réside cependant dans l’arrangement qui fait appel à la synthèse sonore et dans le contexte social dans lequel la chanson est présentée : Camille ne s’adresse pas ici à des personnes initiées fréquentant les bals trad ou les cours de danses traditionnelles mais à un public plus large qui souvent découvre les musiques et danses traditionnelles du Centre-France grâce à Camille. Elle invite même des membres de son public à venir danser cette bourrée sur scène avec elle lors des concerts de sa tournée qui a reçu la Victoire du Concert de l'année lors des Victoires de la musique 2018. Dans un cadre plus informel elle présente également d’autres airs et danses traditionnels. La version de Camille a inspiré d’autres artistes comme la DJ Chloé qui l’a remixée en 2018.
Refrain (Le refrain est répété entièrement)

Je mène les loups, mène les loups,

Laissez donc faire.

Je mène les loups, mène les loups,

Loin de chez vous*.

Couplet 1*

Je n’irai pas au bord de la rivière,

Je n’irai pas, si mon amant n’y est pas.

Je n’irai pas au bord de la rivière,

Je n’irai pas, si mon amant n’y est pas.

Couplet 2*

Les blancs s’en vont le long de la rivière,

Les blancs s’en vont, les rouges resteront.

Les blancs s’en vont le long de la rivière,

Les blancs s’en vont, les rouges resteront.
— Version de Camille, publiée la première fois en 2017 sous la forme d’un enregistrement.
Les * marquent les différences entre la version de Camille publiée en 2017 dans l’album OUÏ et la première version connue (1997) d'Yvon Guilcher : dans la version de Camille « Loin de chez vous » remplace « Loin de chez nous » et les couplets 1 et 2 sont permutés.

## Je mène les loupsaujourd’hui
En 2018 Je mène les loups est une chanson populaire parmi les amateurs et musiciens de musique traditionnelle. Il existe de nombreux enregistrements récents et elle est fréquemment jouée dans les bals trad. La chanteuse Camille qui l’a enregistrée en 2017 la chante durant sa tournée qui se poursuit en 2018 et elle peut même être entendue en discothèque notamment grâce à la version remixée de la DJ Chloé. La chanson a été mentionnée dans la presse à la suite d'une ambiguïté concernant son origine.
Je mène les loups, parfois présenté comme « Les loups », est aussi utilisée dans les écoles primaires françaises comme support pour apprendre à chanter et à danser la bourrée à deux temps. Dans ce cadre les enregistrements écoutés de Je mène les loups sont celui de Camille, du Bruno Bizis Band, et des Musiciens de Saint-Julien, ainsi qu’un enregistrement de la Bourrée d'Avignonez.